# Huainanbroen
Huainanbroen (kinesisk: 淮南大橋) er to store broer, som krydser floden Huai He i provinsen Huainan i Kina.
|  | Denne artikel kan blive bedre, hvis der indsættes geografiske koordinater Denne artikel omhandler et emne, som har en geografisk lokation. Du kan hjælpe ved at indsætte koordinater i wikidata. |